# جشنواره ملی فیلم سایه
جشنواره ملی فیلم کوتاه سایه جشنواره‌ای است که اولین دورهٔ آن ده هشتاد برگزار شد. این جشنواره با مجوز رسمی از وزارت فرهنگ و ارشاد اسلامی و با همکاری دانشگاه سوره، انجمن سینمای جوانان ایران و ادارهٔ امور فرهنگی دانشگاه سوره برگزار می‌شود و تاکنون چهارده دوره از آن در شهر تهران برگزار شده است.
چهارده دوره از جشنواره ملی دانشجویی فیلم کوتاه سایه تا به امروز برگزار شده است.

## مقررات بخش رقابتی
- موضوع جشنواره آزاد است.
- فیلم‌های کوتاه باید در یکی از دسته‌های داستانی، مستند، تجربی و یا انیمیشن نام‌نویسی شوند.
- فیلم‌ها باید دارای ارزش‌های انسانی و اخلاقی باشند.

## بخش کارگاهی
در بخش کارگاهی از دانشجویان مستعد دعوت می‌شود تا برای ارائه طرح فیلمنامه خود به داوران بخش کارگاهی جهت ساخت یک فیلم کوتاه دانشجویی با شرایط و مقررات ذکر شده در سایت جشنواره ثبت نام کنند. دانشجویان در ۱ الی ۴ روز به دانشگاه سوره دعوت خواهند شد، وفرصت دارند تا طرح خود را مقابل داوران مطرح کنند، در پایان روزهای ارائه طرح، هر داور می‌بایست ۱۰ دانشجو را که طرح‌شان را پسندیده را وارد تیم خود کند. پس مرحله کارگاهی آغاز شده و داوران و تیم‌شان طرح‌های فیلمنامه خود را به یک فیلمنامه کامل کوتاه قابل ساخت تبدیل می‌کنند.

## دوره های برگزاری جشنواره سایه
| دوره برگزاری        | دبیر جشنواره                     | هیئت داوران                                                                                  |
| ------------------- | -------------------------------- | -------------------------------------------------------------------------------------------- |
| دوره اول (1384)     | گروه هارمونیکا                   |                                                                                              |
| دوره دوم (1385)     | محسن تهرانی و ایمان روستایی زاده |                                                                                              |
| دوره سوم (1386)     | رقیه توکلی                       |                                                                                              |
| دوره چهارم (1387)   | حجت دهقان                        | مجید اسلامی، محمد شیروانی و بهناز جعفری                                                      |
| دوره پنجم (1388)    | علی توکلی                        |                                                                                              |
| دوره ششم (1389)     | سینا کیانپور                     | رخشان بنی اعتماد، بهرام دهقانی و کیانوش عیاری                                                |
| دوره هفتم (1391)    | میثم پیرعلی                      | هوشنگ گلمکانی، رضا کیانیان و کیومرث پوراحمد                                                  |
| دوره هشتم (1392)    | زهرا حاجبی                       | بهرام دهقانی، بهرام توکلی، مجید برزگر، محمدرضا گوهری و علی لقمانی                            |
| دوره نهم (1393)     | آرمین حسینی                      | مهرداد اسکویی، بهرام توکلی و هومن بهمنش                                                      |
| دوره دهم (1395)     | محمدرضا نوریان                   | نگار جواهریان، ابوالحسن داوودی، فرشته طائرپور، محمود کریمی و حسن دهقانی                      |
| دوره یازدهم (1396)  | مصطفی شیری                       | هایده صفی یاری، کامبوزیا پرتوی، طناز طباطبایی، هومن بهمنش و محمد آفریده                      |
| دوره دوازدهم (1397) | سروش حضرتی نیکو                  | هومن بهمنش، پریسا بخت آور، فریدون جیرانی، و هایده صفی یاری                                   |
| دوره سیزدهم (1400)  | محمدحسین یاوری                   | آزاده صمدی، علیرضا برازنده، بهروز شعیبی، سامان سالور و احسان عبدی پور                        |
| دوره چهاردهم (1403) | عرشیا کمالی                      | سعید نجاتی، عماد خدابخش، آرمان فیاض، شبنم قربانی، امید شمس، محمدرضا خردمندان و محمدرضا مصباح |

## منبع
- سیزدهمین جشنواره فیلم کوتاه «سایه» به ایستگاه پایانی رسید
- چهاردهمین دوره‌‌ جشنواره ملی دانشجویی فیلم کوتاه سایه
- فراخوان سیزدهمین دوره‌ی جشنواره
- پس از دو سال وقفه؛
- معرفی هیات انتخاب و آثار جشنواره فیلم کوتاه «سایه»
- حضوری بخش کارگاهی جشنواره «سایه» برگزار شد
- ابتکار جالب در جشنواره فیلم کوتاه دانشجویی «سایه»؛ امکان ارائه فیلم‌نامه‌های دانشجویی به سرمایه‌گذاران
- ملی دانشجویی فیلم کوتاه «سایه» برگزیدگانش را شناخت
- جشنواره دانشجویی فیلم کوتاه «سایه» از وزارت فرهنگ مجوز رسمی دریافت کرد
- معرفی داوران بخش داستانی و تجربی جشنواره فیلم کوتاه سایه
- اعلام هیات داوران و نامزدهای بخش رقابتی سیزدهمین جشنواره فیلم کوتاه «سایه»